# ایگل راک (میزوری)
ایگل راک (به انگلیسی: Eagle Rock) یک منطقهٔ مسکونی در ایالات متحده آمریکا است که در شهرستان بری، میزوری واقع شده‌است. ایگل راک ۶٫۹ کیلومتر مربع مساحت و ۱۹۹ نفر جمعیت دارد و ۳۰۷٫۸۵ متر بالاتر از سطح دریا واقع شده‌است.